# Akabanebashi (métro de Tokyo)
Akabanebashi (赤羽橋駅, Akabanebashi-eki) est une station du métro de Tokyo sur la ligne Ōedo dans l'arrondissement de Minato à Tokyo. Elle est exploitée par le Bureau des Transports de la Métropole de Tokyo (Toei).

## Situation sur le réseau
La station Akabanebashi est située au point kilométrique (PK) 21,3 de la ligne Ōedo.

## Histoire
La station a été inaugurée le 12 décembre 2000.

## Services aux voyageurs

### Accès et accueil
La station est ouverte tous les jours.
En moyenne, 37 449 voyageurs ont fréquenté quotidiennement la station en 2015.

### Desserte
Ligne Ōedo :
- voie 1 : direction Ryōgoku

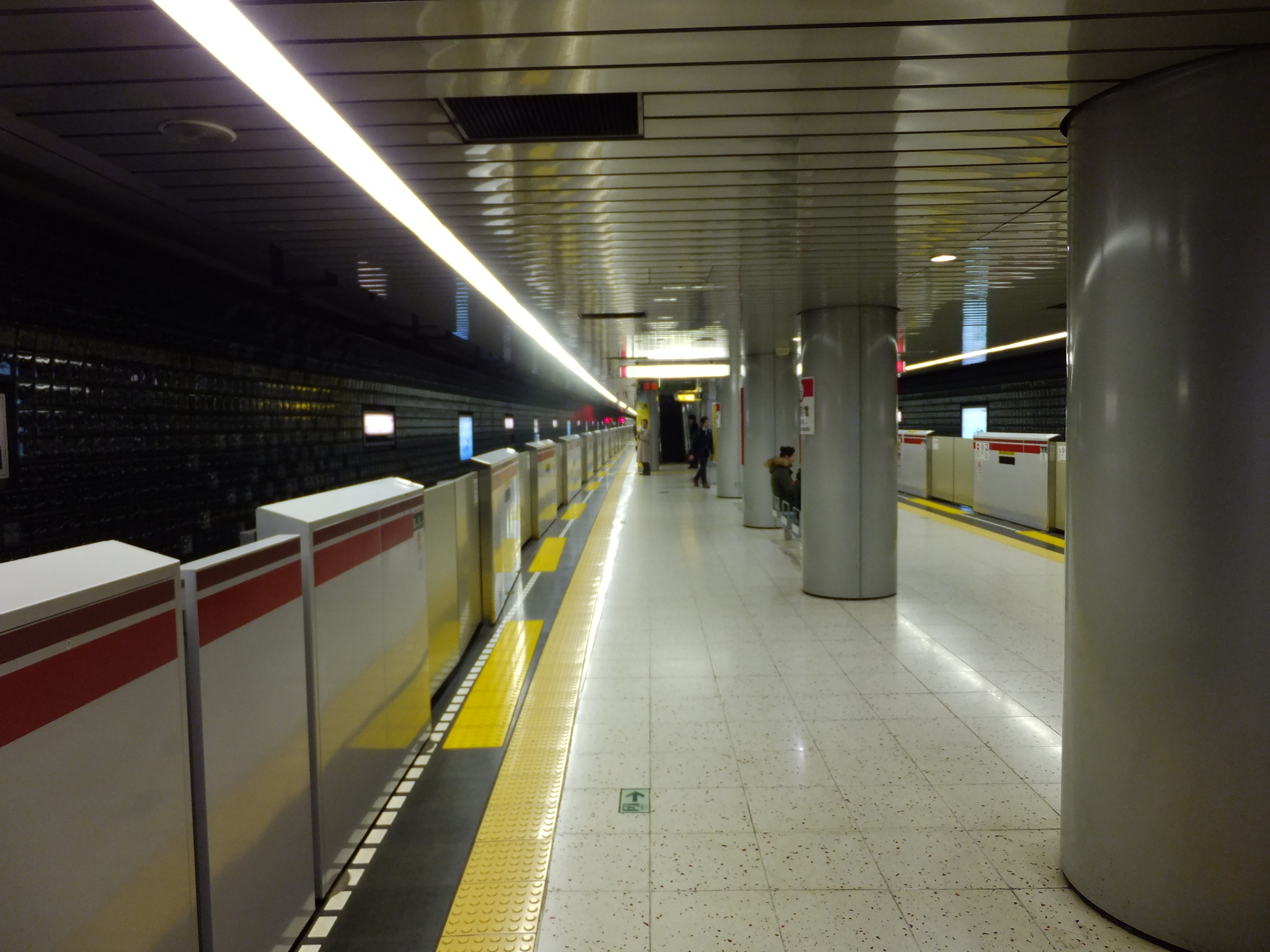
Quai de la station

- voie 2 : direction Roppongi et Tochōmae

## A proximité
- Tour de Tokyo
- Parc de Shiba
- Fushimi Sanpō Inari-jinja